# Hochweiße
Die Hochweiße (auch Hochweisse, Hohe Weisse oder Hohe Weiße, italienisch Cima Bianca Grande) ist ein 3281 m hoher Berg in der Texelgruppe, einer Untergruppe der Ötztaler Alpen.

## Lage und Umgebung
Die Hochweiße befindet sich in Südtirol (Italien) nahe der Staatsgrenze zu Österreich. Auf ihrem Gipfel treffen die Gemeinden Partschins, Moos in Passeier und Schnals aufeinander. Der Berg ist im Naturpark Texelgruppe unter Schutz gestellt.
Die Hochweiße ist ein mächtiger Bergaufbau im Norden der Texelgruppe. Gegen Norden fällt die Texelgruppe von hier über die Grafspitze (3147 m) und den Schnalsberg (3004 m) zum Eisjöchl (2895 m) ab, dem Übergang vom Pfelderer Tal zum Pfossental, hinter dem sich mit der Hochwilden (3480 m) der Ötztaler Hauptkamm erstreckt. In südliche Richtung verbindet ein Grat die Hochweiße mit dem Lodner (3228 m). Südwestlich sind ihr die Weißscharte, die Kleinweiße (3059 m) und die Johannesscharte (2854 m), der Übergang vom Pfossen- ins Zieltal, vorgelagert.

## Alpinismus
Die Erstbesteigung der Hochweißen erfolgte 1871 durch Victor Hecht und Rochus Raffeiner. Der heutige Normalweg zum Gipfel führt vom Eisjöchl gegen Süden über die Grafscharte zwischen Schnalsberg und Grafspitze, anschließend kurz in das jenseitige Becken hinab und dann über die steile Nordflanke zum Gipfel.

## Namen
Erstmals belegt ist der Bergname im von 1760 bis etwa 1770 erstellten Atlas Tyrolensis als Hochweis Spiz. In den lokalen Dialekten ist Hoachwáis gebräuchlich. Der Name bezieht sich mutmaßlich zum einen auf den Umstand, dass die Hochweiße ganzjährig Firn auf ihren Flanken trägt, zum anderen auf das kalkhaltige Gestein, wodurch der Gipfel auffallend heller erscheint als andere Berge der Ötztaler Alpen.